# Miltogramma oestracea
Miltogramma oestracea är en tvåvingeart som först beskrevs av Fallen 1820.  Miltogramma oestracea ingår i släktet Miltogramma och familjen köttflugor.
Artens utbredningsområde är Sverige. Arten är reproducerande i Sverige. Inga underarter finns listade i Catalogue of Life.